# Bembibre (Lugo)
Bembibre (llamada oficialmente San Pedro de Bembibre) es una parroquia española del municipio de Taboada, en la provincia de Lugo, Galicia.

## Toponimia
Su topónimo procede del galaico Paemeiobris, con el significado de "oppidum entre ríos".

## Geografía
Está situada en el centro-norte del municipio de Taboada, justo al norte de la parroquia de Santo Tomé del Carballo (donde está la capital del municipio). Tiene un relieve accidentado, con colinas y valles. Abundan los robles y los castaños, aunque en zonas sin núcleos de población, donde se da más el monte, proliferan los pinos y los matorrales. Los ríos más importantes son el arroyo de Portarríos, que atraviesa el centro de la parroquia, y el río de la Anguieira, que lo hace por el sur.

## Historia
Existe constancia de presencia prerromana por la existencia de un castro (Castro de la Moa) que está sin excavar.
A finales del siglo XII se construyó la iglesia de San Pedro de Bembibre, que pertenecía a un monasterio hoy desaparecido.
Con la piedra de este monasterio se irguió, en 1413, el pazo de San Pedro de Bembibre. Su fundador, Lope de Taboada, era originario de Castro Candaz, lugar que abandonó luego de las incursiones normandas traducidas en saqueos y ataques. En el siglo XVII, el rey Felipe IV le otorgó a Xoán Taboada de Ribadeneira y Figueroa el título de Conde de Taboada, que pronto había de quedar vinculado al Condado de Maceda. Este noble, que fue representante real en el Reino de Galicia, recibió sepultura en 1681 en la iglesia de San Pedro de Bembibre. La última condesa de Taboada, Amelia González de la Maza, creó la fundación Condado de Taboada, que es la que actualmente retiene su patrimonio.
Hasta el año 1898, la parte septentrional de la parroquia de Santo Tomé del Carballo pertenecía a la de San Pedro de Bembibre, sirviendo el río de la Anguieira cómo límite, como consta en el Catastro de Ensenada.

## Organización territorial
La parroquia está formada por siete entidades de población, constando cinco de ellas en el nomenclátor del Instituto Nacional de Estadística español:
- Carballas (As Carballas)
- A Casilla
- Deilás
- Fiúnte
- San Pedro
- San Roque
- Seixas (As Seixas)

## Demografía
| Gráfica de evolución demográfica de Bembibre entre 2000 y 2021 |
|                                                                |
| Datos según el nomenclátor publicado por el INE.               |

## Patrimonio

### Arquitectura religiosa
La Iglesia de San Pedro de Bembibre se encuentra a un kilómetro del pazo-fortaleza de los condes de Taboada. De planta rectangular y con ábside semicircular, tiene un interesante retablo, conserva el púlpito en el muro norte, frescos en buen estado y el sarcófago del primer conde de Taboada, Xoán Taboada de Ribadeneira y Figueroa. Fue declarada Monumento Nacional.
La capilla del San Roque está situada en una chousa del lugar homónimo. Es propiedad del pazo de los condes y su recinto está complementado por un conjunto de cruces de piedra.
La capilla de Deilás está en la aldea del mismo nombre y se irguió en honor a la Virgen de los Remedios. Aquí se celebra una novena antes del 9 de septiembre, día en que si celebra la fiesta.

### Arquitectura civil
El pazo de San Pedro de Bembibre o de los Condes de Taboada, construido en 1413 y residencia de los condes de Taboada desde entonces. Tiene una planta en U y el aspecto de una fortaleza: torre almenada y aspecto austero y fuerte.